# Epicauta murina
Epicauta murina är en skalbaggsart som först beskrevs av Leconte 1853.  Epicauta murina ingår i släktet Epicauta och familjen oljebaggar. Inga underarter finns listade i Catalogue of Life.